# Košice
Košice (madžarsko Kassa, nemško Kaschau, latinsko Cassovia) so s približno 230.000 prebivalci drugo največje slovaško mesto. So v vzhodnem delu države, ob reki Hornád. Kot gospodarsko in kulturno središče vzhodne Slovaške so Košice sedež Košiške pokrajine in Košiške samoupravne regije, kjer so: sedež slovaškega ustavnega sodišča, več univerz (glavna je Univerzita Pavla Jozefa Šafárika v Košicah in Prešovu), rimskokatoliške nadškofije (od leta 1995), evangeličanske ter grškokatoliške škofije.
Leta 2013 so bile Košice skupaj z Marseillom v Franciji Evropska prestolnica kulture. Košice so pomembno industrijsko središče Slovaške, jeklarna U.S. Steel Košice pa je največji delodajalec v mestu. Mesto ima razvejane železniške povezave in mednarodno letališče.
Mesto ima ohranjeno zgodovinsko središče, ki je največje med slovaškimi mesti. Obstajajo zaščitene stavbe v gotskem, renesančnem, baročnem in secesijskem slogu z največjo cerkvijo na Slovaškem: stolnico sv. Elizabete. Dolga glavna ulica, obrobljena z aristokratskimi palačami, katoliškimi cerkvami in hišami meščanov, je cvetoča cona za pešce z butiki, kavarnami in restavracijami. Mesto je znano kot prvo naselje v Evropi, ki je dobilo svoj grb.

## Etimologija
Ime verjetno izhaja iz slovanskega osebnega imena Koš, Koša → Košici (Koš'ljudje) → Košice (1382–1383) s patronimično slovansko pripono -ice z naravnim razvojem v slovaščini (podobna krajevna imena poznamo tudi iz drugih slovanske države). V madžarščini Koša → Kasa, Kassa z mutacijo samoglasnika, značilno za izposojo starih slovanskih imen v regiji (Vojkovce → Vajkócz, Sokoľ → Szakalya, Szakál, Hodkovce → Hatkóc itd.). Latinizirana oblika Cassovia je postala običajna v 15. stoletju.
Druga teorija je izpeljanka iz staroslovaškega kosa, čiščenje, povezano s sodobnim slovaškim kosiť, 'žeti'. Čeprav po drugih virih ime mesta morda izhaja iz stare madžarščine, prvo ime, ki se začne na Ko.
V zgodovini je bilo mesto znano kot Kaschau v nemščini, Kassa v madžarščini, Kaşa v turščini, Cassovia v latinščini, Cassovie v francoščini, Cașovia v romunščini, Кошице (Košice) v ruščini, ukrajinščini in rusinščini, Koszyce v poljščini in קאשוי Kashoy v jidiš.

## Demografija
| Leto          | 1994    | 2004    | 2014    | 2024    |
| ------------- | ------- | ------- | ------- | ------- |
| Število ljudi | 239.927 | 235.006 | 239.464 | 223.678 |
| Razlika       |         | −2,05 % | +1,89 % | −6,59 % |

| Leto          | 2023    | 2024    |
| ------------- | ------- | ------- |
| Število ljudi | 225.044 | 223.678 |
| Razlika       |         | −0,60 % |

## Zgodovina
Ogrska 1000 – 1526

 Ivana Zapolja Vzhodno Ogrsko kraljestvo 1526 – 1551 (vazal Osmanov)

 Hajdučki uporniki Štefana Bočkaja 1604  – 1606 (podprti z Osmani)

 Kneževina Transilvanija (vazal Osmanov) 1619  – 1629, 1644  – 1648

 Upor Krucev 1672  – 1682 (podprti z Osmani)

 Kneževina Gornja Ogrska Emerika Thökölya (vazal Osmanov) 1682  – 1686

 Vstaja Franca II. Rákóczija 1703  – 1711

 Ogrska 1711–1918

 Češkoslovaška 1918–1938

 Kraljevina Madžarska (1920–46) 1938  – 1945

 Češkoslovaška 1945–1992

 Slovaška 1993–danes

Prvi dokazi o naseljevanju segajo v konec paleolitika. V 7. stoletju ga poselijo Avari, v 8. pa Slovani. V 9. stoletju postane sestavni del Nitranske kneževine. Konec 11. stoletja je mesto vključeno v Kraljevino Ogrsko. Prva pisna omemba ogrskega mesta Košice (kot kraljeve vasi – Villa Cassa) je iz leta 1230. Po mongolski invaziji leta 1241 je ogrski kralj Béla IV. povabil nemške koloniste (glej: Zipser Nemci, Nemci Madžarske), da zapolnijo vrzeli v populaciji. Mesto je bilo v zgodovinski grofiji Abauj Kraljevine Ogrske.
Mesto je bilo sestavljeno iz dveh neodvisnih naselbin: Spodnje Kasse in Zgornje Kasse, ki sta se v 13. stoletju združili okrog dolgega lečastega obroča današnje Glavne ulice. Prvi znani mestni privilegiji izvirajo iz leta 1290. Mesto se je razširilo zaradi svoje strateške lege na mednarodni trgovski poti iz poljedelsko bogate osrednje Ogrske v osrednjo Poljsko, sama vzdolž širše poti, ki povezuje Balkan ter Jadransko in Egejsko morje z Baltskim morjem. Privilegiji, ki jih je podelil kralj, so bili v pomoč pri razvoju obrti, poslovanja, povečanju pomena (sedež kraljeve zbornice za Zgornjo Ogrsko) in izgradnji njenih močnih utrdb. Leta 1307 so bili tu registrirani prvi cehovski predpisi, ki so bili najstarejši v Ogrskem kraljestvu.
Kot Ogrsko svobodno kraljevo mesto so Košice okrepile kraljeve čete v ključnem trenutku krvave bitke pri Rozgonih leta 1312 proti močnemu plemiškemu Palatine Amadé Aba (družina). Leta 1347 je postal drugo mesto v hierarhiji ogrskih svobodnih kraljevih mest z enakimi pravicami kot prestolnica Budim. Leta 1369 je dobil svoj grb od Ludvika I. Ogrskega. Zbor, ki ga je sklical Ludvik I. v Košicah, je odločil, da ženske lahko nasledijo ogrski prestol.
Pomen in bogastvo mesta ob koncu 14. stoletja se odraža v odločitvi za izgradnjo povsem nove cerkve na podlagi prej porušene manjše cerkve sv. Elizabete. Gradnjo največje stolnice v Ogrskem kraljestvu – stolnice sv. Elizabete – sta podprla cesar Sigismund Luksemburški in sam apostolski sedež. Od začetka 15. stoletja je imelo mesto vodilno vlogo v Pentapolitani – ligi mest petih najpomembnejših mest Zgornje Ogrske (Bardejov, Levoča, Košice, Prešov in Sabinov). V času vladavine kralja Matije Korvina je mesto doseglo svoj srednjeveški višek prebivalstva. Z ocenjenimi 10.000 prebivalci je bilo med največjimi srednjeveškimi mesti v Evropi.
Na zgodovino Košic so močno vplivali dinastični spori za ogrski prestol, ki so skupaj z upadom celinske trgovine pripeljali mesto v stagnacijo. Vladislav III. leta 1441 ni uspel zavzeti mesta. Plačanci Janeza Jiskre iz Češke so leta 1449 premagali madžarsko vojsko Tamása Székelyja. Ivan I. Albert, poljski princ, med šestmesečnim obleganjem leta 1491 ni mogel zavzeti mesta. Leta 1526 se je mesto poklonilo cesarju Svetega rimskega cesarstva Ferdinandu I. Ivan Zapolja je mesto zavzel leta 1536, Ferdinand I. pa ga je ponovno osvojil leta 1551. Leta 1554 je naselje postalo sedež gornjeogrske kapitanije.
Leta 1604 so katoličani zavzeli luteransko cerkev v Košicah. Kalvinist Štefan Bočkaj je nato med svojim protestantskim uporom proti habsburški dinastiji ob podpori Osmanov zasedel Košice. Tam se mu je kot vojaški poveljnik pridružil bodoči Jurij I. Rakoczi. Giorgio Basta, poveljnik habsburških sil, ni uspel v poskusu, da bi ponovno zavzel mesto. Z dunajsko pogodbo (1606) so uporniki v zameno za vrnitev ozemlja, ki je vključevalo Košice, od Habsburžanov pridobili koncesijo verske tolerance za madžarsko plemstvo in posredovali pri sklenitvi avstrijsko-turškega mirovnega sporazuma. Stephen Bocskay je umrl v Košicah 29. decembra 1606 in bil tam pokopan.
Nekaj desetletij v 17. stoletju so bile Košice del kneževine Transilvanije in posledično del Osmanskega cesarstva in so se v turščini imenovale Kaşa. 5. septembra 1619 je transilvanski knez Gabriel Bethlen zavzel Košice s pomočjo Jurija I. Rákóczija v drugem protihabsburškem uporu. Z mirom v Nikolsburgu leta 1621 so Habsburžani obnovili sporazum o verski toleranci iz leta 1606 in priznali transilvansko oblast nad sedmimi grofijami: grofijo Ugocsa, grofijo Bereg, grofijo Zemplén, grofijo Borsod, grofijo Szabolcs, grofijo Szatmár in grofijo Abaúj (vključno s Košicami). Bethlen se je leta 1626 v Košicah poročil s Katarino von Hohenzollern iz rodu Johanna Sigismunda volilnega kneza Brandenburškega.
Po Bethlenovi smrti leta 1629 so Košice in preostali del grofij vrnili Habsburžanom.
18. januarja 1644 je zbor v Košicah izvolil Jurija I. Rákóczija za ogrskega princa. Zavzel je celotno Gornjo Ogrsko in se pridružil švedski vojski, ki je oblegala Brno za načrtovani pohod proti Dunaju. Vendar mu je njegov nominalni vladar, osmanski sultan, ukazal, naj konča kampanjo, čeprav je to storil z dobički. V pogodbi iz Linza (1645) so se Košice spet vrnile k Transilvaniji, saj so Habsburžani priznali Jurjevo oblast nad sedmimi grofijami Partija.[24] Umrl je leta 1648 in Košice so bile ponovno vrnjene Habsburžanom.
Kasneje so Košice postale središče protireformacije. Leta 1657 so jezuiti ustanovili tiskarno in univerzo, financiral pa jih je cesar Leopold I.. Vašvarski mir leta 1664 ob koncu avstrijsko-turške vojne (1663-1664) je grofiji Szabolcs in Szatmár podelil Habsburžanom, ki je postavil Košice še bolj znotraj meja kraljeve Ogrske. V 1670-ih so Habsburžani južno od mesta zgradili moderno peterokotno trdnjavo (citadela). Tudi v 1670-ih je mesto večkrat oblegala kruška vojska in ponovno se je uprlo Habsburžanom. Uporniške voditelje so 26. novembra 1677 pobili cesarjevi vojaki.
Drugi vodja upornikov, Emerik Thököly, je leta 1682 zavzel mesto, tako da je Kaşa ponovno postala vazalno ozemlje Osmanskega cesarstva pod kneževino Gornja Ogrsko do leta 1686. Avstrijski feldmaršal Aeneas de Caprara je konec leta 1685 Osmanom vzel nazaj Košice. 1704–1711 Transilvanski knez Franc II. Rákóczi je naredil Košice za glavno oporišče v svoji vojni za neodvisnost. Do leta 1713 je bila trdnjava porušena.
Ko niso bile pod osmansko oblastjo, so bile Košice sedež habsburške »Kapitanije Zgornje Ogrske« in sedež Županijske zbornice Szepes (Spiš, Zips), ki je bila hčerinska družba vrhovne finančne agencije na Dunaju, odgovorne za Zgornjo Ogrsko). Zaradi osmanske zasedbe Egerja so bile Košice od leta 1596 do 1700 rezidenca egerskega nadškofa.
Od leta 1657 je bil sedež zgodovinske kraljeve univerze v Kassi (Universitas Cassoviensis), ki jo je ustanovil škof Benedict Kishdy. Univerza se je leta 1777 preoblikovala v Kraljevo akademijo, nato pa v 19. stoletju v Pravno akademijo. Nehala naj bi obstajati v burnem letu 1921. Po koncu protihabsburških uporov leta 1711 je zmagovita avstrijska vojska pregnala osmansko vojsko nazaj na jug, ta velika ozemeljska sprememba pa je ustvarila nove trgovske poti, ki so zaobšle Košice. Mesto je začelo propadati in iz bogatega srednjeveškega mesta postalo provincialno mesto, znano po vojaški bazi in predvsem odvisno od kmetijstva.
Leta 1723 je bil kip - kužno znamenje - Immaculata postavljen na mestu nekdanjih vislic na Hlavná ulici (Glavna ulica) v spomin na kugo v letih 1710–1711.[30] Mesto je postalo tudi eno od središč ogrskega jezikovnega preporoda, vključno z objavo prve revije v madžarskem jeziku, imenovane Magyar Museum, na Ogrskem leta 1788. Mestno obzidje so postopoma rušili od začetka 19. stoletja do leta 1856; med omejenimi deli obzidja je ostal le krvnikov bastijon. Mesto je postalo sedež lastne škofije leta 1802. Okolica mesta je med revolucijo leta 1848, ko je cesarski konjeniški general Franz Schlik premagal ogrsko vojsko 8. decembra 1848 in 4. januarja 1849, ponovno postal vojno prizorišče. Mesto je 15. februarja 1849 zavzela ogrska vojska, ruske čete pa so jih 24. junija 1849 pregnale nazaj.
Leta 1828 so bili v mestu trije proizvajalci in 460 delavnic. Prve tovarne so nastale v 1840-iha (tovarne sladkorja in žebljev). Prvo telegramsko sporočilo je prispelo leta 1856, železnica pa je mesto povezala z Miskolcem leta 1860. Leta 1873 so že obstajale povezave do Prešova, Žiline in Čopa (v današnji Ukrajini). Mesto je dobilo sistem javnega prevoza leta 1891, ko so uredili tir za tramvaj s konjsko vprego. Vleka je bila elektrificirana leta 1914. Leta 1906 je bila v Košicah reproducirana hiša Franca II. Rákóczija Rodostó, njegovi posmrtni ostanki pa so bili pokopani v stolnici sv. Elizabete.
Po prvi svetovni vojni in med postopnim razpadom Avstro-Ogrske je mesto sprva postalo del prehodne "Vzhodne slovaške republike", razglašene 11. decembra 1918 v Košicah in prej v Prešovu pod zaščito Madžarske. 29. decembra 1918 so češkoslovaške legije vstopile v mesto in tako postalo del novoustanovljene Češkoslovaške. Vendar so bile junija 1919 Košice ponovno okupirane kot del Slovaške sovjetske republike, proletarske marionetne države Madžarske. Češkoslovaške čete so julija 1919 mesto zavarovale za Češkoslovaško, kar je bilo kasneje podprto v skladu s pogoji Trianonske pogodbe leta 1920.

### Usoda košanskih Judov
Judje so v Košicah živeli od 16. stoletja, vendar jim ni bilo dovoljeno, da bi se stalno naselili. Obstaja dokument, ki identificira lokalnega kovanca leta 1524 kot Juda in trdi, da je bil tudi njegov predhodnik. Judje so smeli vstopiti v mesto v času mestnega sejma, vendar so ga morali ponoči zapustiti in so živeli večinoma v bližnji Rozunfaci. Leta 1840 je bila prepoved odpravljena in v mestu je živelo nekaj Judov, med njimi vdova, ki je vodila majhno košer restavracijo za judovske trgovce, ki so hodili skozi mesto.
Košice so bile s prvo dunajsko nagrado od leta 1938 do začetka leta 1945 prepuščene Madžarski. Mesto je 26. junija 1941 bombardiralo še vedno neidentificirano letalo, kar je postalo izgovor za madžarsko vlado, da mu je napovedala vojno. Sovjetska zveza dan kasneje.
Nemška okupacija Madžarske je privedla do deportacije celotnega 12.000 judovskega prebivalstva Košic in dodatnih 2000 iz okolice prek živinskih vagonov v koncentracijska taborišča.
Leta 1946, po vojni, so bile Košice prizorišče ortodoksnega festivala s konvencijo Mizrachi in ješivo (šolo) Bnei Akiva za Jude, ki se je kasneje istega leta s svojimi učenci preselila v Izrael.
Na predvojni pravoslavni sinagogi v Košicah so leta 1992 odkrili spominsko ploščo v čast 12.000 deportiranim Judom iz Košic in okoliških območij na Slovaškem.

### Sovjetska okupacija
Sovjetska zveza je mesto zavzela januarja 1945 in za kratek čas je postalo začasna prestolnica obnovljene Češkoslovaške republike, dokler Rdeča armada ni dosegla Prage. Med drugimi akti je bil 5. aprila 1945 razglašen Košiški vladni program.
Velika populacija etničnih Nemcev na tem območju je bila izgnana in peš poslana v Nemčijo ali na sovjetsko mejo.
Potem ko je februarja 1948 oblast na Češkoslovaškem prevzela komunistična partija Češkoslovaške, je mesto postalo del vzhodnega bloka. Ustanovljenih je bilo več kulturnih ustanov, ki še vedno obstajajo, in zgrajena velika stanovanjska območja okoli mesta. Gradnja in širitev Vzhodnoslovaške železarne je povzročila rast prebivalstva s 60.700 leta 1950 na 235.000 leta 1991. Pred razpadom Češkoslovaške (1993) je bilo peto največje mesto v federaciji.

### Pod Slovaško
Po žametni revoluciji in ustanovitvi Slovaške republike so Košice postale drugo največje mesto v državi in postale sedež ustavnega sodišča. Od leta 1995 je sedež nadškofije Košice.
Po ruski invaziji na Ukrajino leta 2022 so Košice kot regionalno metropolitansko območje postale glavno središče za administracijo, premestitev in namestitev beguncev, ki so bežali iz Ukrajine.

## Geografija
Košice ležijo na nadmorski višini 206 metrov in pokrivajo površino 242,77 kvadratnih kilometrov. So v vzhodni Slovaški, približno 20 kilometrov od madžarske, 80 kilometrov od ukrajinske in 90 kilometrov od poljske meje in približno 400 kilometrov vzhodno od glavnega mesta Slovaške Bratislave. Veriga vasi ga povezuje s Prešovom, ki je približno 36 kilometrov severno.
Košice so ob reki Hornád v Košiški kotlini, na skrajnem vzhodnem delu slovaškega rudogorja. Natančneje, gre za pododdelek gorovja Čierna hora na severozahodu in gorovja Volovské vrchy na jugozahodu. Kotlino na vzhodu povezujejo Slanské vrchy.
Košice imajo vlažno celinsko podnebje (Köppen: Dfb), saj mesto leži v severnem zmernem pasu. Mesto ima štiri različne letne čase z dolgimi, toplimi poletji s hladnimi nočmi in dolgimi, hladnimi in snežnimi zimami. Padavine se med letom malo spreminjajo z obilico padavin poleti in le malo pozimi. Najhladnejši mesec je januar s povprečno temperaturo −2,6 °C, najtoplejši mesec pa je julij s povprečno temperaturo 19,3 °C.

## Znamenitosti
Središče mesta in večina zgodovinskih spomenikov so v ali okoli glavne ulice (Hlavná ulica), mesto pa ima največje število zaščitenih zgodovinskih spomenikov na Slovaškem. Najbolj dominanten zgodovinski spomenik mesta je največja slovaška cerkev, gotska Stolnica sv. Elizabete iz 14. stoletja; je najbolj vzhodna stolnica zahodne gotske arhitekture v srednji Evropi in je stolnica nadškofije Košice. Poleg sv. Elizabete je v središču mesta kapela svetega Mihaela iz 14. stoletja, stolp svetega Urbana in neobaročno Državno gledališče.
Krvnikov bastijon in Mlinski bastijon sta ostanka prejšnjega utrdbenega sistema mesta. Cerkev Rojstva Device Marije je stolnica grkokatoliške eparhije Košice. Drugi spomeniki in objekti kulturnozgodovinskega pomena so; stara mestna hiša, Stara univerza, Kapetanova palača, Trg osvoboditve, pa tudi številne galerije (Vzhodnoslovaška galerija) in muzeji (Vzhodnoslovaški muzej). Med zgodovinskim mestnim jedrom in glavno železniško postajo je mestni park. Mesto ima tudi živalski vrt, ki je severozahodno od mesta, v okrožju Kavečany.

### Kraji bogoslužja
- Stolnica svete Elizabete
- Dominikanska cerkev
- Frančiškanska cerkev
- Bolniška cerkev Svetega Duha
- Kužna kapela svete Rozalije
- Premonstratenska cerkev, nekdanja jezuitska cerkev
- Kalvinistična cerkev
- Evangeličanska cerkev
- Sinagoga na Puškinovi ulici

## Pobratena mesta
Košice so pobratene z naslednjimi mesti:
- Abaújszántó, Madžarska (2007)
- Budimpešta, Madžarska (1997)
- Bursa, Turčija (2000)
- Cottbus, Nemčija (1992)
- Da Nang, Vietnam (2015)
- Hošiminh, Vietnam (2016)
- Katovice, Poljska (1991)
- Krosno, Poljska (1991)
- Miškolc, Madžarska (1997)
- Mobile, Alabama, ZDA (2000)
- Niš, Srbija (2000)
- Ostrava, Češka (2001)
- Plovdiv, Bolgarija (2000)
- Raahe, Finska (1987)
- Rzeszów, Poljska (1991)
- Užgorod, Ukrajina (1993)
- Vuhan, Kitajska (2012)
- Vysoké Tatry, Slovaška (2006)
- Wuppertal, Nemčija (1980)